# پا بر ثانیه
پا بر ثانیه یکای سرعت و همچنین سرعت برداری است. این یکا مسافت طی شده (به پا) را در مقدار زمان (به ثانیه) نشان می‌دهد. جایگزین این یکا در دستگاه SI، متر بر ثانیه است.
نماد آن به‌صورت‌های  ft/s  ،  ft/sec  و  fps است و نمادی که کمتر بکار می‌رود ft s−۱ می‌باشد.

## تبدیل به دیگر یکاها
|          | m/s      | km/h     | mph      | knot     | ft/s     |
| -------- | -------- | -------- | -------- | -------- | -------- |
| ۱ m/s =  | ۱        | ۳.۶      | ۲٫۲۳۶۹۳۶ | ۱٫۹۴۳۸۴۴ | ۳٫۲۸۰۸۴۰ |
| ۱ km/h = | ۰٫۲۷۷۷۷۸ | ۱        | ۰٫۶۲۱۳۷۱ | ۰٫۵۳۹۹۵۷ | ۰٫۹۱۱۳۴۴ |
| ۱ mph =  | ۰٫۴۴۷۰۴  | ۱٫۶۰۹۳۴۴ | ۱        | ۰٫۸۶۸۹۷۶ | ۱٫۴۶۶۶۶۷ |
| ۱ knot = | ۰٫۵۱۴۴۴۴ | ۱.۸۵۲    | ۱٫۱۵۰۷۷۹ | ۱        | ۱٫۶۸۷۸۱۰ |
| ۱ ft/s = | ۰٫۳۰۴۸   | ۱٫۰۹۷۲۸  | ۰٫۶۸۱۸۱۸ | ۰٫۵۹۲۴۸۴ | ۱        |

(عددهایی که پررنگ هستند ، دقیق‌اند.)
پی‌نوشت: برای تبدیل km/h & m/s باید ==>
```
km/h ÷ 3/6 = m/s
m/s × 3/6 = km/h
```